# Герб Маріямпольського повіту (Литва)

Герб Ягеллонів

Герб Маріямпольського повіту (лит. Marijampolės apskritis herbas) — символ сучасного адміністративно-територіального утворення в Литовській Республіці Маріямпольського повіту. 

## Історія
Герб Маріямпольського повіту затверджено Декретом президента Литви за № 23 від 26 липня 2004 року.
Автор еталонного герба — художник Арвідас Каждайліс.

## Опис (блазон)
У червоному полі срібний селянин-сівач у золотому капелюсі, з таким же ситком і зернами, які розсипає обабіч розведеними руками; на синій облямівці десять золотих литовських подвійних хрестів.

## Зміст
У 1876 році для Маріямпольського повіту розроблено проєкт герба із зображенням пішого святого Юрія, який списом б'є змія. Але цей проєкт не було затверджено.
Сюжет із сівачем у сучасних символах вказує на вплив історичної області Сувалкія, територія якої майже збігається з межами сучасного повіту, на історію, культуру, науку і освіту Литви. Працелюбність і багатство сувалкійських селян сформувало економічну основу, на якій наприкінці XIX століття виросла нова інтелігенція литовського народу. Сівач символізує розвинуте землеробство і потяг до знань. Зерна означають золоті думки, що падають у молоді душі, які прагнуть просвіти.
Синя облямівка з десятьма ягеллонськими хрестами (хрестами з чотирма раменами) — загальний елемент для гербів повітів Литви. Ягеллонський хрест символізує Литву, число 10 вказує на кількість повітів, золото в синьому полі — традиційні кольори ягеллонського хреста.